# Мендим (приток Зилима)
Менди́м (баш. Мәндем) — река в России, протекает по Гафурийскому району Башкортостана. Устье реки находится в 43 км по левому берегу реки Зилим. Длина реки составляет 54 км, площадь водосборного бассейна 560 км².

## Притоки
- В 18 км от устья, по левому берегу реки впадает река Уя
- В 24 км от устья, по правому берегу реки впадает река Сикашта.
- по правому левому реки впадает река Кабыккуш[3]
- В 37 км от устья, по правому берегу реки впадает река Терякле.
- по правому берегу реки впадает река Баткакл[3]
- В 42 км от устья, по левому берегу реки впадает река Куяшта.
- по правому берегу реки впадает река Бискура[3]
- по правому берегу реки впадает река Кушъелга[3]
- по правому берегу реки впадают реки Большой Шикетар[3]
- по правому берегу реки впадает река Улекбар[3]
- по правому берегу реки впадает река Шагай[3]

## Данные водного реестра
По данным государственного водного реестра России относится к Камскому бассейновому округу, водохозяйственный участок реки — Белая от города Стерлитамак до водомерного поста у села Охлебино, без реки Сим, речной подбассейн реки — Белая. Речной бассейн реки — Кама.
По данным геоинформационной системы водохозяйственного районирования территории РФ, подготовленной Федеральным агентством водных ресурсов:
- Код водного объекта в государственном водном реестре — 10010200712111100018906
- Код по гидрологической изученности (ГИ) — 111101890
- Код бассейна — 10.01.02.007
- Номер тома по ГИ — 11
- Выпуск по ГИ — 1